# Varisi
Pour les articles homonymes, voir Varése.
Le varisi ou varese est une des langues de Nouvelle-Irlande, parlée par 5 160 locuteurs, sur Choiseul dans sa partie nord-est. Elle est proche du vaghua.